# Alípio-amazon
Az Alípio-amazon (Alipiopsitta xanthops), korábban sárgahasú amazon, a madarak (Aves) osztályának papagájalakúak (Psittaciformes) rendjébe, ezen belül a papagájfélék (Psittacidae) családjába tartozó faj.

## Rendszertani besorolása
Ezt a papagájfajt először 1824-ben, Johann Baptist von Spix német természettudós írta le, illetve nevezte meg, Psittacus xanthops néven. Sok évig ezt a fajt az Amazona fajok közé sorolták, annak ellenére, hogy 1920-ban Alípio de Miranda-Ribeiro brazíliai természettudós, a csőr és tollazat különbségek miatt ki akarta vonni onnan és áthelyezni a Salvatoria nembe. Az 1995-ben végzett genetikai tesztek azt mutatták, hogy Miranda Ribeironak igaza volt, a madár nem tartozik az Amazona papagájnembe, hanem szorosabb rokonságot mutat, a rövidfarkú papagájjal (Graydidascalus brachyurus) és a Pionus fajokkal. Ennek következtében a madarat átnevezték Salvatoria xanthops-ra, azonban ezt a nemet már lefoglalta egy soksertéjűcsoport (Polychaeta); emiatt megalkották neki az új, monotipikus Alipiopsitta papagájnemet, amit Alípio de Miranda-Ribeiro tiszteletére neveztek el (innen a magyar neve is).

## Előfordulása
A sárgahasú amazon előfordulási területe Brazília és Paraguay füves pusztái. Bolívia északkeleti részén is észlelték. A mezőgazdaság miatt számos élőhelyét elvesztette.

## Megjelenése
A körülbelül 27 centiméteres madárnak a pofája sárga színű. A majdnem teljesen zöld tollazatú papagáj testén, több helyen is sárga és narancssárga foltok és pontok láthatók. Farktollai rövidek. A szemei sárgák, a csőre sárgás, rózsaszín csőrtővel. A lábai világos szürkék. A fajon belül nincs nemi kétalakúság, azonban a fiatalabb példányokon kevesebb sárga van.

## Életmódja
Részben vándorló papagájfaj, mely a füves pusztákat és a száraz bozótosokat kedveli. A vadonban Anacardium-fajok, Salacia crassifolia és Astronium fraxinifolium gyümölcsökkel táplálkozik, de a mangó (Mangifera) és a közönséges guáva (Psidium guajava) ültetvényeket is meglátogatja. Gyümölcsös étrendjét termeszekkel egészíti ki.

## Képek

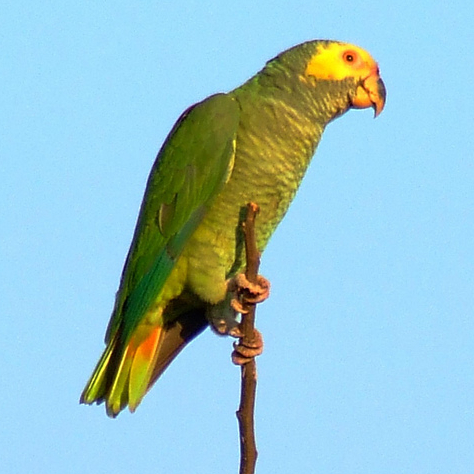
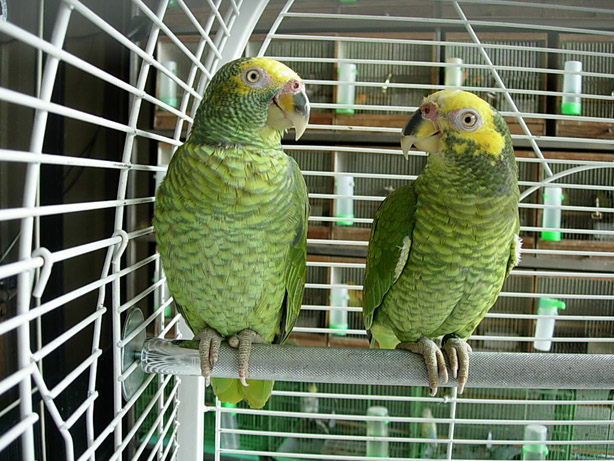
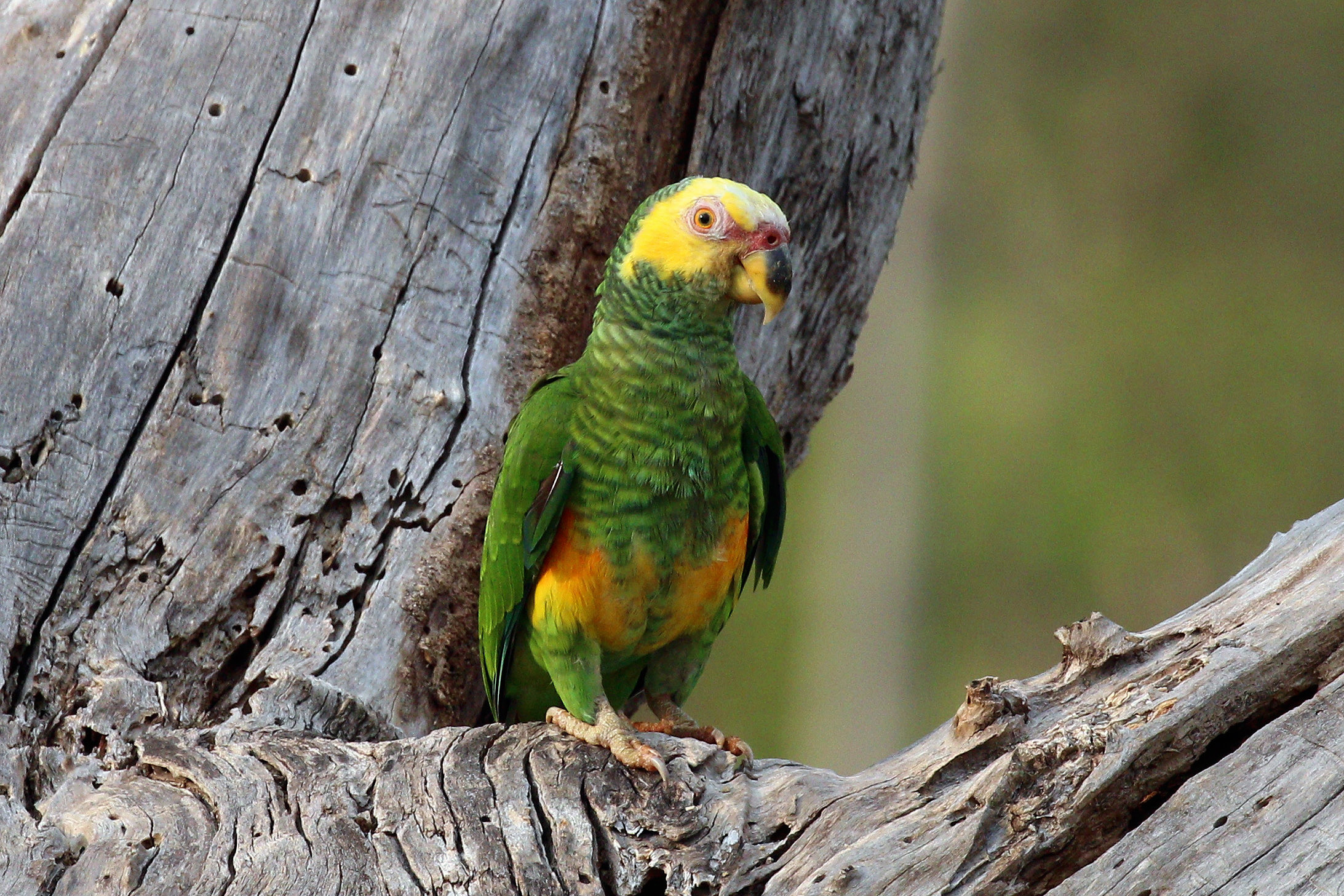

## Szaporodása
A költési időszaka májustól októberig tart. Fészkét termeszvárakba rakja. A tojásokon 19-22 napig kotlik. A fiatal madarak 45 naposan válnak röpképessé.

## Fordítás
- Ez a szócikk részben vagy egészben  a   Yellow-faced parrot című angol Wikipédia-szócikk ezen változatának fordításán alapul.  Az eredeti cikk szerkesztőit annak laptörténete sorolja fel. Ez a jelzés csupán a megfogalmazás eredetét és a szerzői jogokat jelzi, nem szolgál a cikkben szereplő információk forrásmegjelöléseként.